# Рэйнер, Самуэль

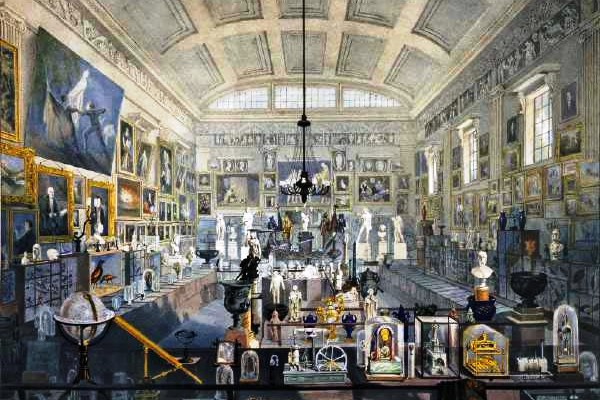
Первая выставка в Дерби

Самуэль Рэйнер (англ. Samuel Rayner, 1843—1894) — британский художник-пейзажист, известный своими картинами с изображением зданий и интерьеров, включая монастыри, церкви и старые особняки. В 15 лет его впервые приняли на выставку Королевской академии художеств с изображением монастыря Мальмсбери. Его жена Энн, урождённая Мансер, (с которой он сбежал в 1823 году) была гравёром (она была старше его на четыре года и уже была известна как художница), а все шесть детей (сын и пять дочерей: Луиза, Энн («Nancy», Нэнси), Маргарет, Роза, Францис и Ричард) тоже стали профессиональными художниками.
Самуэль родился в Кольнбруке в Букингемшире. Позднее его семья переехала в Марилебон в Лондоне, где он, вероятно, учился у своего деда. В 15 лет он был рисовальщиком у антиквара Джона Бриттона (John Britton). Его однокурсником в Академии был Джордж Каттермол (George Cattermole).
В 1824 году Самуэль и Энн поженились; их первый ребёнок родился в Лондоне, но вскоре умер.
Дом Рэйнеров в Матлок Бат, где в 1830-е родились Луиза, Уильям и Роза, был музеем.
Зарисовка выставки в Дерби авторства Рэйнера, сделанная в 1839 году, показывает ранние годы Музея и художественной галереи Дерби. На зарисовке видна одна из картин Джозефа Райта, «Ромео и Джульета: сцена в гробнице».
Луиза Райнер — самый известный ребёнок Самуила и Анны. Нэнси Рейнер была первой из детей, признанной в качестве художника, но она умерла от чахотки в возрасте 28 лет.
Самуил был избран сотрудником Общества художников-акварелистов (Society of Painters in Water Colours) в 1845 году, но был исключён из общества в 1851 году после финансового скандала. Некоторые из его работ можно увидеть в Музее и художественной галереи Дерби.